# Куруктаг
Куруктаг или Куругтаг (на китайски: 库鲁克塔格) е планински хребет в Западен Китай, в Синдзян-уйгурски автономен регион, в пределите на Източен Тяншан. Простира се от запад на изток на протежение около 350 km между езерата Баграшкьол на северозапад и Лобнор на югоизток, хребета Къзълтаг на север и долината на река Кончедаря на юг. С максимална височина е връх Хара Текен Ула, издигащ се на 2809 m в западната му част. Изграден е от древни кристалинни и метаморфни скали, а склоновете му са стръмни и скалисти. Преобладават планинско-пустинните ландшафти с рядка храстово-тревиста растителност. Първоначално хребетът е открит и частично изследван през 1876 г. от видния руски изследовател на Централна Азия Николай Пржевалски, а през 1889 г. друг виден руски изследовател – Григорий Грум-Гржимайло – извършва детайлни географски изследвания и топографско картиране. 